# پلی‌وینیل نیترات
پلی وینیل نیترات (به اختصار: PVN) یک پلیمر با انرژی بالا با فرمول ایده آل [CH 2 CH(ONO 2 )] است. پلی وینیل نیترات یک زنجیره کربنی بلند (پلیمر) با گروه های نیترات ({\displaystyle {\ce {O - NO2}}} ) است که به طور تصادفی در طول زنجیره به هم متصل شده‌اند. PVN یک جامد سفید فیبری است و در حلال های آلی قطبی مانند استون قابل حل است. PVN را می توان با نیتراسیون پلی وینیل الکل با اسید نیتریک بیش از حد (مازاد) تهیه کرد. از آنجایی که PVN نیز یک استر نیترات مانند نیتروگلیسیرین (یک ماده منفجره معمولی) است، دارای خواص پر انرژی است و معمولا در مواد منفجره و پیشرانه ها استفاده می شود.

## آماده سازی
پلی وینیل نیترات ابتدا با غوطه وری پلی وینیل الکل (PVA) در محلولی از اسیدهای سولفوریک و نیتریک غلیظ سنتز شد. این باعث می شود که PVA یک اتم هیدروژن را در گروه هیدروکسیل خود از دست بدهد و اسید نیتریک (HNO 3 ) در اسید سولفوریک NO 2 + را از دست بدهد. NO 2 + به اکسیژن موجود در PVA متصل می شود و یک گروه نیترات ایجاد می کند و پلی وینیل نیترات تولید می کند. این روش منجر به نیتروژن کم محتوای 10٪ و بازده کلی 80٪ می شود. این روش کم اهمیت است زیرا PVA دارای حلالیت کم در اسید سولفوریک و سرعت نیتراسیون پایین برای PVA است. این بدان معنی است که مقدار زیادی اسید سولفوریک نسبت به PVA مورد نیاز است و PVN نیتروژن بالا تولید نمی کند که به دلیل خواص انرژیتیک آن مطلوب است. 
یک روش بهبودیافته زمانی است که PVA بدون اسید سولفوریک، نیترات می شود. با این حال، هنگامی که این محلول در معرض هوا قرار می گیرد، PVA می سوزد . در این روش جدید، یا نیتراسیون PVA در یک گاز بی‌اثر ( دی اکسید کربن یا نیتروژن ) انجام می‌شود یا پودر PVA در ذرات بزرگ‌تر جمع می‌شود و در زیر اسید نیتریک غوطه‌ور می‌شود تا میزان قرار گرفتن در معرض هوا را محدود کند. 
در حال حاضر، رایج ترین روش زمانی است که پودر PVA در انیدرید استیک در دمای 10- درجه سانتی گراد حل می شود. سپس اسید نیتریک خنک شده به آرامی اضافه می شود.  این مقدار PVN با محتوای نیتروژن بالا در حدود 5-7 ساعت تولید می کند.  از آنجایی که از انیدرید استیک به عنوان حلال به جای اسید سولفوریک استفاده شده، PVA هنگامی که در معرض هوا قرار می گیرد، نمی سوزد. 

## مشخصات فیزیکی
PVN یک ترموپلاستیک سفید رنگ با نقطه نرم شدن 40-50 درجه سانتیگراد است.  حداکثر محتوای نیتروژن نظری PVN‌ به مقدار 15.73٪ است. PVN پلیمری است که دارای پیکربندی آتاکتیک  است ، به این معنی که گروه های نیترات به طور تصادفی در طول زنجیره اصلی توزیع می شوند. با افزایش محتوای نیتروژن،بلورینگی PVN فیبری افزایش می یابد، که نشان می دهد مولکول های PVN با افزایش درصد نیتروژن، خود را منظم تر سازماندهی می کنند.  از نظر درون مولکولی، هندسه پلیمر زیگزاگ مسطح است.  PVN متخلخل زمانی که در دمای اتاق به استون اضافه می شود را می توان ژلاتینه کرد. این یک دوغاب چسبناک ایجاد می کند و ماهیت فیبری و متخلخل خود را از دست می دهد. با این حال، بیشتر خواص انرژیتیک خود را حفظ می کند. 

## خواص شیمیایی
پلی وینیل نیترات یک پلیمر پر انرژی به دلیل حضور قابل توجه{\displaystyle {\ce {O - NO2}}}، گروه های مشابه نیتروسلولز و نیتروگلیسیرین است. این گروه های نیترات دارای انرژی فعال سازی 53 کیلوکالری در مول هستند که علت اصلی انرژی پتانسیل شیمیایی بالای PVN هستند. واکنش احتراق کامل PVN با فرض نیتراسیون کامل به صورت زیر است:
{\displaystyle {\ce {2CH2CH(ONO2) + 5/2O2 -> 4CO2 + N2 + 3H2O}}}
هنگام سوزاندن، نمونه‌های PVN با نیتروژن کمتر، گرمای احتراق قابل‌توجهی بالاتری داشتند، زیرا مولکول‌های هیدروژن بیشتری وجود داشت و با وجود اکسیژن، گرمای بیشتری تولید می‌شد. گرمای احتراق حدود 3000 کالری در گرم برای 15.71% نیتروژن و 3700 کالری در گرم برای 11.76% نیتروژن بود. از طرف دیگر، نمونه‌های PVN با محتوای نیتروژن بالاتر، گرمای انفجار به‌طور قابل‌توجهی بالاتری داشتند، زیرا  گروه‌های{\displaystyle {\ce {O - NO2}}} بیشتری دارد و  چون اکسیژن بیشتری داشت، منجر به احتراق کامل تر شد. با توجه به این مورد این امر منجر به احتراق کامل تر و تولید گرمای بیشتر در هنگام سوزاندن در محیط های بی اثر یا کم اکسیژن می شود.
استرهای نیترات، به طور کلی، به دلیل ضعیف بودن پیوند {\displaystyle {\ce {N - O}}} ناپایدار هستند و تمایل به تجزیه در دماهای بالاتر دارند. PVN فیبری در دمای 80 درجه سانتیگراد نسبتاً پایدار است و با افزایش محتوای نیتروژن پایداری کمتری دارد.   PVN ژلاتینه شده پایداری کمتری نسبت به PVN فیبری دارد.
دمای اشتعال دمایی است که در آن یک ماده به طور خود به خود می‌سوزد و به انرژی اضافی دیگری (غیر از دما) نیاز ندارد/ از این دما می‌توان برای تعیین انرژی فعال‌سازی استفاده کرد. برای نمونه هایی با محتوای نیتروژن متغیر، دمای احتراق با افزایش درصد نیتروژن کاهش می یابد، که نشان می دهد که PVN با افزایش محتوای نیتروژن قابل اشتعال تر است. با استفاده از معادله سمنوف :
{\displaystyle D=Ce^{-E/RT}}
که در آن D تأخیر اشتعال (زمانی که طول می‌کشد تا یک ماده مشتعل شود)، E انرژی فعال‌سازی، R ثابت جهانی گاز ، T دمای مطلق و C ثابت است و وابسته به ماده است.
انرژی فعال سازی بیشتر از 13 کیلوکالری در مول است و به 16 کیلوکالری در مول می رسد (در 15.71 درصد نیتروژن، نزدیک به حداکثر نظری) و بین غلظت های مختلف نیتروژن بسیار متفاوت است و هیچ الگوی خطی بین انرژی فعال سازی و درجه نیتراسیون ندارد.

### حساسیت به ضربه[۳]
ارتفاعی که در آن جرمی روی PVN رها می شود و باعث انفجار می شود، حساسیت PVN را به ضربه نشان می دهد. با افزایش محتوای نیتروژن، PVN فیبری نسبت به ضربه حساس تر می‌شود. PVN ژلاتینی از نظر حساسیت به ضربه مشابه PVN فیبری است.

## کاربردها
به دلیل گروه های نیترات PVN، پلی وینیل نیترات عمدتاً برای قابلیت های انفجاری وبه دلیل انرژی آن استفاده می شود. از نظر ساختاری، PVN شبیه نیتروسلولز است زیرا پلیمری با چندین گروه نیترات از شاخه اصلی است که فقط در زنجیره اصلی آنها (به ترتیب کربن و سلولز) متفاوت است.  به دلیل این شباهت، PVN معمولاً در مواد منفجره و پیشران ها به عنوان چسب استفاده می شود. در مواد منفجره، از یک چسب برای تشکیل ماده منفجره در جایی که قالب گیری مواد منفجره دشوار است، استفاده می شود. یک پلیمر بایندر رایج پلی بوتادین با پایانه هیدروکسیل (HTPB) یا پلیمر گلیسیدیل آزید (GAP) است. علاوه بر این، بایندر به نرم‌کننده‌ای مانند دیوکتیل آدیپات (DOP) یا 2-نیترو دی فنیل آمین  (2-NDPA) نیاز دارد تا ماده منفجره را انعطاف‌پذیرتر کند.  پلی وینیل نیترات ویژگی های یک چسب و یک نرم کننده را ترکیب می کند زیرا این پلیمر مواد منفجره را به هم متصل می کند و در نقطه نرم شدن (40-50 درجه سانتی گراد) انعطاف پذیر است. علاوه بر این، PVN به دلیل داشتن گروه های نیترات، به پتانسیل انرژی کلی ماده منفجره می افزاید.
یک ترکیب نمونه شامل پلی وینیل نیترات PVN، نیتروسلولز و/یا پلی وینیل استات و 2-نیترو دی فنیل آمین است. این یک ترموپلاستیک قابل قالب گیری ایجاد می کند که می تواند با پودر حاوی نیتروسلولز ترکیب شود تا یک جعبه کارتریج ایجاد کند که در آن ترکیب PVN به عنوان پیشران عمل می کند و به عنوان یک ماده منفجره کمک می کند. 